# Secrétaire colonial
Selon l'usage en cours au gouvernement britannique, le terme Secrétaire colonial avait deux significations différentes:
- Le secrétaire d'État aux Colonies, le ministre des Colonies était communément appelé Secrétaire colonial .
- Le Secrétaire en chef ou Secrétaire colonial était aussi la personne qui, dans de nombreuses colonies britanniques, a dirigé les affaires quotidiennes relatives à la colonie et au gouvernement en agissant comme adjoint du Gouverneur. Les plus grandes colonies utilisaient le titre de Secrétaire principal et celles d'Amérique du Nord utilisaient le titre de secrétaire provincial.